# Isocline Hill
Der Isocline Hill (englisch für Isoklinenhügel) ist ein 200 m hoher Hügel in der antarktischen Ross Dependency. Er ragt im südlichen Teil der zur Miller Range gehörenden Augen Bluffs aus der Westflanke des Marsh-Gletschers auf und ist mit diesen Kliffs 10 bis 20 m unterhalb des Gipfels über einen Bergsattel verbunden.
Die geologische Mannschaft der Ohio State University, die das Gebiet zwischen 1967 und 1968 untersuchte, benannte sie nach der isoklinalen Falte an einer Seite des Hügels.